# Jucha
Jucha es un género extinto de plesiosaurio encontrado en la Formación Klimovka del Hauteriviense (Cretácico inferior) en Rusia. La especie tipo, J. squalea, fue uno de los elasmosaurios más basales y antiguos conocidos hasta la fecha (puede haber sido el más antiguo considerando que el Alexeyisaurus del Triásico Superior no era un elasmosaurio).

## Descubrimiento y etimología
El holotipo, que se encuentra en exhibición en el Museo Pleontológico Undorov, fue descubierto en 2007 en una capa de la Formación Klimovka en las cercanías del pueblo Slantsevy Rudnik cerca de Ulyanovsk, en la Rusia europea. El holotipo se conservó en una corteza mineral compuesta principalmente de pirita, de ahí el nombre de epíteto squalea (el género lleva el nombre de Jucha, una niña de la demonología turca que tiene piel de serpiente y puede convertirse en dragón, habiendo vivido durante mil años, y mientras cuida su cabello, puede quitarse la cabeza; así es como la falta de un cráneo en el holotipo jugó un papel en la etimología del nombre del género). La especie Jucha squalea fue descrita en 2020 por Fisher et al.
El holotipo consta de 17 vértebras cervicales, 9 vértebras dorsales y una espina neural aislada, cuatro vértebras caudales y partes de las extremidades anteriores y posteriores.

## Descripción
Cuando estaba completamente desarrollado, Jucha llegó a crecer hasta alrededor 5 metros de largo.